# Sefardská výslovnost hebrejštiny
Sfaradim|Sefardská výslovnost hebrejštiny zahrnuje množství variací výslovnosti hebrejského jazyka od západní Afriky až po Irák a Orient. Často se pod termínem „sefardská výslovnost“ myslí veškerá neevropská výslovost hebrejštiny, především pak orientálních Židů (kromě jemenských, jejichž výslovnost má jiné kořeny.

## Původ
Sefardská výslovnost navazuje na výslovnost palestinskou a to jak ve výslovnosti konsonantů, tak i vokálů, čímž se odlišuje od výslovnosti jemenské i aškenázské. Palestinská výslovnost pravděpodobně přešla do Itálie, odtud se rozšířila rovnoměrně mezi aškenázské a sefardské Židy. Zhruba v pol. 10. století se ujímá jako výslovnost španělských Židů. Po reconquistě v 15. století je výslovnost již ovlivněna jak jazykem ladino, tak i arabštinou a po rozptýlení sefardských Židů do zemí Středomoří a do Nizozemí rovněž i tamními jazyky.
Jako palestinský dialekt (a tudíž považovaný za „původnější“) byla sefardská výslovnost s menšími obměnami zvolena jako výslovnost moderní hebrejštiny v Izraeli. V současnosti pod vlivem izraelské hebrejštiny přejímá tuto výslovnost řada světových obcí, včetně aškenázských.

## Charakteristické znaky
Jedním z nejcharakterističtějších znaků sefardské hebrejštiny, který se projevuje i v moderní hebrejštině, je vyslovování šva. V řadě případů je ševa vysloveno (nebo spíše nevysloveno) jako neznělé (quiescent) a to i v případech, kdy v biblické hebrejštině je takové ševa charakterizováno jako znělé (mobile). Další zajímavou odlišností je rozlišování třené a ražené výslovnosti u všech konsonantů, kterých se to týká (bet, gimel, dalet, kaf, pe, tav), ovšem pouze při čtení biblického textu – v tradiční výslovnosti textu Mišny se rozdíl mezi třenou a raženou výslovností konsonantů gimel, dalet a tav ztrácí.

## Konsonanty
| Sefardská výslovnost hebrejštiny po najetí kurzorem na znak IPA se objeví jeho definice, po kliknutí na ikonku reproduktoru jeho zvuková ukázka |                               |                               |                                 |                               |                               |                                 |                               |                               |                               |                                  |                                  |                                  |                                  |                                  |                                  |                                  |                                  |                                                  |                                  |                                  |                                  |
| Evropské komunity používající | Evropské komunity používající | Evropské komunity používající | Evropské komunity používající   | Evropské komunity používající | Evropské komunity používající | Evropské komunity používající   | Evropské komunity používající | Evropské komunity používající | Evropské komunity používající | Afroasijské komunity používající | Afroasijské komunity používající | Afroasijské komunity používající | Afroasijské komunity používající | Afroasijské komunity používající | Afroasijské komunity používající | Afroasijské komunity používající | Afroasijské komunity používající | Afroasijské komunity používající                 | Afroasijské komunity používající | Afroasijské komunity používající | Afroasijské komunity používající |
| | ladino                        | ladino                        | ladino                          | italštinu                     | italštinu                     | italštinu                       | nizozemštinu a portugalštinu  | nizozemštinu a portugalštinu  | nizozemštinu a portugalštinu  | arabštinu                        | arabštinu                        | arabštinu                        | aramejštinu                      | aramejštinu                      | aramejštinu                      | perštinu                         | perštinu                         | perštinu                                         | gruzínštinu                      | gruzínštinu                      | gruzínštinu                      |
| Písmeno | Přepis v ČJ                   | IPA                           | Zvuková ukázka                  | Přepis v ČJ                   | IPA                           | Zvuková ukázka                  | Přepis v ČJ                   | IPA                           | Zvuková ukázka                | Přepis v ČJ                      | IPA                              | Zvuková ukázka                   | Přepis v ČJ                      | IPA                              | Zvuková ukázka                   | Přepis v ČJ                      | IPA                              | Zvuková ukázka                                   | Přepis v ČJ                      | IPA                              | Zvuková ukázka                   |
| א | ’ (ráz)                       | ʔ                             | Zvuková ukázka                  | ’ (ráz)                       | ʔ                             | Zvuková ukázka                  | ’ (ráz)                       | ʔ                             | Zvuková ukázka                | ’ (ráz)                          | ʔ                                | Zvuková ukázka                   | ’ (ráz)                          | ʔ                                | Zvuková ukázka                   | ’ (ráz)                          | ʔ                                | Zvuková ukázka                                   | h                                | h                                | Zvuková ukázka                   |
| בּ | b                             | b                             | Zvuková ukázka                  | b                             | b                             | Zvuková ukázka                  | b                             | b                             | Zvuková ukázka                | b                                | b                                | Zvuková ukázka                   | b                                | b                                | Zvuková ukázka                   | b                                | b                                | Zvuková ukázka                                   | b                                | b                                | Zvuková ukázka                   |
| ב | v                             | v                             | Zvuková ukázka                  | v                             | v                             | Zvuková ukázka                  | b                             | b                             | Zvuková ukázka                | b                                | b                                | Zvuková ukázka                   | v, b                             | v, b                             | Zvuková ukázka · Zvuková ukázka  | v, b, w                          | v, b, w                          | Zvuková ukázka · Zvuková ukázka · Zvuková ukázka | v                                | v                                | Zvuková ukázka                   |
| גּ | g                             | g                             | Zvuková ukázka                  | g                             | g                             | Zvuková ukázka                  | g                             | g                             | Zvuková ukázka                | g                                | g                                | Zvuková ukázka                   | g                                | g                                | Zvuková ukázka                   | g                                | g                                | Zvuková ukázka                                   | g                                | g                                | Zvuková ukázka                   |
| ג | g                             | g                             | Zvuková ukázka                  | g                             | g                             | Zvuková ukázka                  | ch, h                         | ħ                             | Zvuková ukázka                | gh, ġ                            | ɣ                                | Zvuková ukázka                   | gh, ġ                            | ɣ                                | Zvuková ukázka                   | gh, ġ                            | ɣ                                | Zvuková ukázka                                   | g                                | g                                | Zvuková ukázka                   |
| דּ | d                             | d                             | Zvuková ukázka                  | d                             | d                             | Zvuková ukázka                  | d                             | d                             | Zvuková ukázka                | d                                | d                                | Zvuková ukázka                   | d                                | d                                | Zvuková ukázka                   | d                                | d                                | Zvuková ukázka                                   | d                                | d                                | Zvuková ukázka                   |
| ד | d                             | d                             | Zvuková ukázka                  | d                             | d                             | Zvuková ukázka                  | d                             | d                             | Zvuková ukázka                | d                                | d                                | Zvuková ukázka                   | dz                               | ð                                | Zvuková ukázka                   | d                                | d                                | Zvuková ukázka                                   | d                                | d                                | Zvuková ukázka                   |
| ה | h, (ráz)                      | h, ʔ                          | Zvuková ukázka · Zvuková ukázka | h, (ráz)                      | h, ʔ                          | Zvuková ukázka · Zvuková ukázka | h                             | h                             | Zvuková ukázka                | h                                | h                                | Zvuková ukázka                   | h                                | h                                | Zvuková ukázka                   | h                                | h                                | Zvuková ukázka                                   | ’ (ráz)                          | ʔ                                | Zvuková ukázka                   |
| ו | v                             | v                             | Zvuková ukázka                  | v, w                          | w                             | Zvuková ukázka                  | v                             | v                             | Zvuková ukázka                | v, w                             | w                                | Zvuková ukázka                   | v, w                             | w                                | Zvuková ukázka                   | v, w                             | w                                | Zvuková ukázka                                   | v                                | v                                | Zvuková ukázka                   |
| ז | z                             | z                             | Zvuková ukázka                  | z, ṣ, dz, c                   | z, sʕ, ð, ʦ                   | audio chybí                     | z                             | z                             | Zvuková ukázka                | z                                | z                                | Zvuková ukázka                   | z                                | z                                | Zvuková ukázka                   | z                                | z                                | Zvuková ukázka                                   | z                                | z                                | Zvuková ukázka                   |
| ח | ch, h                         | ħ                             | Zvuková ukázka                  | ch, h                         | ħ                             | Zvuková ukázka                  | ch, h                         | ħ                             | Zvuková ukázka                | ch, h                            | ħ                                | Zvuková ukázka                   | ch, h                            | ħ                                | Zvuková ukázka                   | ch, h                            | ħ                                | Zvuková ukázka                                   | ch, h                            | ħ                                | Zvuková ukázka                   |
| ט | t                             | t                             | Zvuková ukázka                  | t                             | t                             | Zvuková ukázka                  | t                             | t                             | Zvuková ukázka                | t, ṭ                             | tˤ                               |                                  | t, ṭ                             | tˤ                               |                                  | t                                | t                                | Zvuková ukázka                                   | t                                | t                                | Zvuková ukázka                   |
| י | j                             | j                             | Zvuková ukázka                  | j                             | j                             | Zvuková ukázka                  | j                             | j                             | Zvuková ukázka                | j                                | j                                | Zvuková ukázka                   | j                                | j                                | Zvuková ukázka                   | j                                | j                                | Zvuková ukázka                                   | j                                | j                                | Zvuková ukázka                   |
| כּ | k                             | k                             | Zvuková ukázka                  | k                             | k                             | Zvuková ukázka                  | k                             | k                             | Zvuková ukázka                | k                                | k                                | Zvuková ukázka                   | k                                | k                                | Zvuková ukázka                   | k                                | k                                | Zvuková ukázka                                   | k                                | k                                | Zvuková ukázka                   |
| כ | ch                            | x                             | Zvuková ukázka                  | ch                            | x                             | Zvuková ukázka                  | ch                            | x                             | Zvuková ukázka                | ch                               | x                                | Zvuková ukázka                   | ch                               | x                                | Zvuková ukázka                   | ch                               | x                                | Zvuková ukázka                                   | ch                               | x                                | Zvuková ukázka                   |
| ל | l                             | l                             | Zvuková ukázka                  | l                             | l                             | Zvuková ukázka                  | l                             | l                             | Zvuková ukázka                | l                                | l                                | Zvuková ukázka                   | l                                | l                                | Zvuková ukázka                   | l                                | l                                | Zvuková ukázka                                   | l                                | l                                | Zvuková ukázka                   |
| מ | m                             | m                             | Zvuková ukázka                  | m                             | m                             | Zvuková ukázka                  | m                             | m                             | Zvuková ukázka                | m                                | m                                | Zvuková ukázka                   | m                                | m                                | Zvuková ukázka                   | m                                | m                                | Zvuková ukázka                                   | m                                | m                                | Zvuková ukázka                   |
| נ | n                             | n                             | Zvuková ukázka                  | n                             | n                             | Zvuková ukázka                  | n                             | n                             | Zvuková ukázka                | n                                | n                                | Zvuková ukázka                   | n                                | n                                | Zvuková ukázka                   | n                                | n                                | Zvuková ukázka                                   | n                                | n                                | Zvuková ukázka                   |
| ס | s                             | s                             | Zvuková ukázka                  | s                             | s                             | Zvuková ukázka                  | s                             | s                             | Zvuková ukázka                | s                                | s                                | Zvuková ukázka                   | s                                | s                                | Zvuková ukázka                   | s                                | s                                | Zvuková ukázka                                   | s                                | s                                | Zvuková ukázka                   |
| ע | ’ (ráz)                       | ʔ                             | Zvuková ukázka                  | ’, c                          | ʕ                             | Zvuková ukázka                  | ’, c                          | ʕ                             | Zvuková ukázka                |                                  |                                  |                                  |                                  |                                  |                                  | ’ (ráz)                          | ʔ                                | Zvuková ukázka                                   | k, q                             | q                                | Zvuková ukázka                   |
| פּ | p                             | p                             | Zvuková ukázka                  | p                             | p                             | Zvuková ukázka                  | p                             | p                             | Zvuková ukázka                | p, f                             | p, f                             | Zvuková ukázka · Zvuková ukázka  | p, f                             | p, f                             | Zvuková ukázka · Zvuková ukázka  | p                                | p                                | Zvuková ukázka                                   | p                                | p                                | Zvuková ukázka                   |
| פ | f                             | f                             | Zvuková ukázka                  | f                             | f                             | Zvuková ukázka                  | f                             | f                             | Zvuková ukázka                | f                                | f                                | Zvuková ukázka                   | f                                | f                                | Zvuková ukázka                   | f                                | f                                | Zvuková ukázka                                   | p                                | p                                | Zvuková ukázka                   |
| צ | c                             | ʦ                             | Zvuková ukázka                  | c                             | ʦ                             | Zvuková ukázka                  | c                             | ʦ                             | Zvuková ukázka                | s, ṣ                             | sʕ                               | audio chybí                      | s, ṣ                             | sʕ                               | audio chybí                      | s, ṣ                             | sʕ                               | audio chybí                                      | s, ṣ                             | sʕ                               | audio chybí                      |
| ק | k                             | k                             | Zvuková ukázka                  | k                             | k                             | Zvuková ukázka                  | k                             | k                             | Zvuková ukázka                | k, q                             | q                                | Zvuková ukázka                   | k, q                             | q                                | Zvuková ukázka                   | k, q                             | q                                | Zvuková ukázka                                   | k                                | k                                | Zvuková ukázka                   |
| ר | r                             | r                             | Zvuková ukázka                  | r                             | r                             | Zvuková ukázka                  | r                             | r                             | Zvuková ukázka                | r                                | r                                | Zvuková ukázka                   | r                                | r                                | Zvuková ukázka                   | r                                | r                                | Zvuková ukázka                                   | r                                | r                                | Zvuková ukázka                   |
| שׂ | s                             | s                             | Zvuková ukázka                  | s                             | s                             | Zvuková ukázka                  | s                             | s                             | Zvuková ukázka                | s                                | s                                | Zvuková ukázka                   | s                                | s                                | Zvuková ukázka                   | s                                | s                                | Zvuková ukázka                                   | s                                | s                                | Zvuková ukázka                   |
| שׁ | š                             | ʃ                             | Zvuková ukázka                  | š                             | ʃ                             | Zvuková ukázka                  | š                             | ʃ                             | Zvuková ukázka                | š                                | ʃ                                | Zvuková ukázka                   | š                                | ʃ                                | Zvuková ukázka                   | š                                | ʃ                                | Zvuková ukázka                                   | š                                | ʃ                                | Zvuková ukázka                   |
| תּ | t                             | t                             | Zvuková ukázka                  | t                             | t                             | Zvuková ukázka                  | t                             | t                             | Zvuková ukázka                | t                                | t                                | Zvuková ukázka                   | t                                | t                                | Zvuková ukázka                   |                                  |                                  |                                                  |                                  |                                  |                                  |
| ת | t                             | t                             | Zvuková ukázka                  | d                             | d                             | Zvuková ukázka                  | t                             | t                             | Zvuková ukázka                | th, ṯ                            | θ                                | Zvuková ukázka                   | th, ṯ                            | θ                                | Zvuková ukázka                   | t                                | t                                | Zvuková ukázka                                   | t                                | t                                | Zvuková ukázka                   |

## Vokály
| Výslovnost vokálů v sefardské hebrejštině po najetí kurzorem na znak IPA se objeví jeho definice, po kliknutí na ikonku reproduktoru jeho zvuková ukázka |             |                              |                                 |
| jméno vokálu | znak vokálu | Sefardská hebrejština        | Sefardská hebrejština           |
| ševa nach | ְ            | prázdný vokál                |                                 |
| ševa na | ְ            | v perštině a; jinak e nebo ə | Zvuková ukázka · Zvuková ukázka |
| chatef segol | ֱ            | e nebo ə                     | Zvuková ukázka · Zvuková ukázka |
| chatef patach | ֲ            | a                            | Zvuková ukázka                  |
| chatef kamec | ֳ            | o                            | Zvuková ukázka                  |
| chirek | ִ            | i                            | Zvuková ukázka                  |
| chirek male | י ִ          | i                            | Zvuková ukázka                  |
| cere | ֵ            | e                            | Zvuková ukázka                  |
| cere male | י ֵ          | e                            | Zvuková ukázka                  |
| segol | ֶ            | e                            | Zvuková ukázka                  |
| patach | ַ            | a                            | Zvuková ukázka                  |
| kamec | ָ            | a                            | Zvuková ukázka                  |
| cholem | ׂ            | o                            | Zvuková ukázka                  |
| cholem male | וֹ           | o                            | Zvuková ukázka                  |
| kibuc | ֻ            | u                            | Zvuková ukázka                  |
| šurek | וּ           | u                            | Zvuková ukázka                  |